# Helvia
Helvia là một chi bọ ngựa thuộc họ Hymenopodidae được tìm thấy tại Đông Nam Á. Chỉ có duy nhất một loài thuộc chi này là Helvia cardinalis.

## Phân loại học
Helvia cardinalis có các tên thông dụng trong tiếng Anh như yellow flower mantis và Davison's mantis. Đây là một trong một số loài được gọi là bọ ngựa hoa do chúng có ngoại hình và hành vi ngụy trang giống với hoa. 

## Mô tả

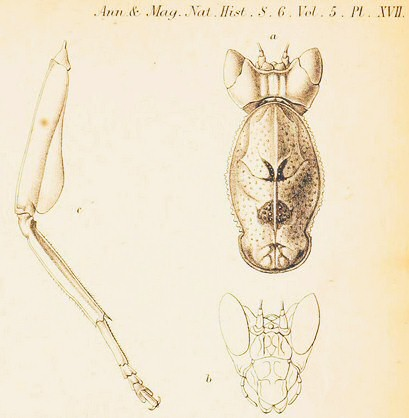
Anatomical drawing by James Wood-Mason, 1890

Loài bọ ngựa này có thân hình dài mảnh, thường có màu vàng hoặc xanh. Con cái (dài khoảng 38 mm) thường có kích thước lớn hơn con đực, và có ba chấm trên cánh.